# Пофуки
Пофуки су насељено место у саставу општине Горња Ријека у Копривничко-крижевачкој жупанији, Република Хрватска.

## Историја
До територијалне реорганизације у Хрватској налазили су се у саставу бивше велике општине Крижевци.

## Становништво
На попису становништва 2011. године, Пофуки су имали 185 становника.

## Попис1991.
На попису становништва 1991. године, насељено место Пофуки је имало 242 становника, следећег националног састава:
| Попис 1991.‍ | Попис 1991.‍ | Попис 1991.‍ | Попис 1991.‍ | Попис 1991.‍ |
| ----------- | ----------- | ----------- | ----------- | ----------- |
|             |             |             |             |             |
| Хрвати      | Хрвати      |             | 240         | 99,17%      |
| непознато   | непознато   |             | 2           | 0,82%       |
| укупно: 242 |             |             |             |             |